# Violent Creek Records
Violent Creek Records ist ein deutsches Musiklabel aus Hamburg. Gegründet wurde es 2014 von Bauke De Groot, Bassist von Hate Squad, in Hamburg als Sublabel von Swell Creek Records. Es hat bislang Bands veröffentlicht, die sich dem Thrash Metal widmen, ist aber auch offen für Death Metal. Für den Vertrieb ist Soulfood verantwortlich.
Gründer Bauke de Groot erlag im August 2021 einem Krebsleiden. Seine Ehefrau Joni de Groot führt die Geschäfte des Labels fort.

## Veröffentlichungen
- 2015: Traitor – Thrash Command (Wiederveröffentlichung)
- 2015: Traitor – Venomizer
- 2016: Toxic Waltz – From a Distant View
- 2016: Battlecreek – Hate Injection
- 2016: Angerhead – Fueled by Rage
- 2017: Special Ops Group – God Complex
- 2017: Desecrator – To the Gallows
- 2018: Traitor – Knee-Deep in the Dead
- 2018: Hateful Agony – Plastic Culture Pestilence
- 2018: Wulfpäck – War Ain't Over!